# Aeroportul Mae Sot
Aeroportul Mae Sot (IATA: MAQ, ICAO: VTPM) este un aeroport din Tha Sai Luat⁠(d), Districtul Mae Sot, Provincia Tak, Thailanda ce deservește zona Districtul Mae Sot. Aeroportul a fost tranzitat în 2020 de 77.503 pasageri. A fost numit după zona deservită.
Situat la o altitudine de 210 m, aeroportul dispune de o singură pistă. Este operat de Airports of Thailand⁠(d).